# Trombino (arma)
Il trombino detto anche pistola a pistone è un'arma da fuoco individuale ad avancarica.
Originalmente una sorta di archibugio a canna corta e svasata, è diventato in seguito uno strumento folcloristico usato a scopo celebrativo, in commemorazioni o sagre di paese. Già dal 1600 prendono la forma di una specie di archibugio di grandi dimensioni con una grossa canna con volata svasata e generalmente una calciatura che permette all'arma di rimanere in piedi quasi verticalmente. Quando spara, puntato verso il basso davanti al piede del tiratore, emette un grosso boato e presenta un forte rinculo che determina una rotazione dello sparatore.
In Italia sono presenti in alcune località tipo a Lessinia, nel veronese, usati da tre gruppi: Badia Calavena con costume rosso, San Bortolo con costume giallo (in questa località c'è anche il museo del trombino) e Marano Valpolicella con costume azzurro.
Dal 1971-72 una manifestazione folkloristica che richiama l'arma è la "Disfida dei Trombonieri", celebrata ogni anno a Cava de' Tirreni in provincia di Salerno. Durante l'evento, che si tiene la prima domenica di luglio, circa 1000 figuranti in costumi d'epoca sfilano per la città sui ritmi e le musiche delle proprie contrade di appartenenza, rievocando gli eventi storici . La Disfida si svolge nello stadio comunale della stessa cittadina tra i trombonieri che rappresentano le quattro contrade aragonesi cittadine (Pasculano, Mitiliano, Sant'Adiutore e Corpo di Cava). La contrada vincente si aggiudica la Pergamena bianca, che conserverà come onorificenza fino all'edizione successiva .